# Pietro Pellegri
Pietro Pellegri (ur. 17 marca 2001 w Genui) – włoski piłkarz występujący na pozycji napastnika we włoskim klubie Milan oraz w reprezentacji Włoch.

## Kariera klubowa
Jest wychowankiem Genoi CFC. W Serie A zadebiutował, w wieku 15 lat i 9 miesięcy, 22 grudnia 2016 w przegranym 0:1 meczu z Torino FC. Do gry wszedł w 88. minucie, zmieniając Tomása Rincóna. Tym samym wyrównał osiągnięcie Amedeo Amadei, który od 1937 roku posiadał tytuł najmłodszego debiutanta w historii ligi. Pierwszego gola w lidze zdobył 28 maja 2017 w przegranym 2:3 spotkaniu z AS Roma. Bramkę strzelił w 3. minucie gry po asyście Darko Lazovicia.
27 stycznia 2018 odszedł za 21 milionów euro do AS Monaco FC. Wcześniej był obiektem zainteresowania m.in. Manchesteru United, Interu Mediolan i A.C. Milan. W Ligue 1 zagrał po raz pierwszy 16 lutego 2018 w wygranym 4:0 meczu z Dijon FCO. Na boisko wszedł w 86. minucie, zastępując Keitę Baldé. Został najmłodszym piłkarzem, który kiedykolwiek zagrał w meczu ligowym w barwach Monaco. Uczynił to w wieku 16 lat i 336 dni, podczas gdy Kylian Mbappé, piłkarz do którego poprzednio należał ten rekord, miał w chwili swojego debiutu 16 lat i 347 dni.

## Kariera reprezentacyjna
We wrześniu 2018 roku został powołany przez Roberto Manciniego do kadry seniorskiej reprezentacji na mecze z Polską i Portugalią w ramach Ligi Narodów. Oba spotkania opuścił z powodu kontuzji.